# 스크림 6
"스크림 6"(영어: Scream VI)는 2023년 개봉한 미국의 슬래셔 영화이다. 맷 베티넬리올핀과 타일러 질레트가 감독을 맡았으며, 2022년 영화 《스크림》의 후속 작품이다.

## 줄거리
리치 키르슈와 앰버 프리먼이 조직한 우즈보로 살인 사건 1년 후, 블랙모어 대학교 교수 로라 크레인은 캣피싱을 당하고 고스트페이스 복장을 한 학생 제이슨 카비에게 살해당한다. 제이슨은 룸메이트 그렉 브루크너와 공모하여 샘과 타라 카펜터 자매를 살해하여 리치와 앰버가 만들고 싶어 했던 "영화"를 완성하려 한다. 그러나 제이슨은 다른 고스트페이스로부터 전화를 받고, 그 고스트페이스는 그렉을 죽이고 이어서 제이슨을 칼로 찔러 죽인다.
카펜터 자매는 이제 뉴욕에 거주하며, 타라는 동료 생존자이자 쌍둥이인 채드와 민디 믹스-마틴, 그들의 룸메이트 퀸 베일리, 민디의 여자친구 아니카 카요코, 채드의 룸메이트 이든 랜드리와 함께 블랙모어 대학교에 다니고 있다. 샘은 크리스토퍼 스톤 박사와 함께 치료를 받고 있으며, 그녀가 최근 살인 사건의 진짜 배후라는 온라인 음모론 때문에 대중의 기피 대상이 되었다. 퀸의 아버지인 웨인 베일리 형사는 제이슨의 살인 현장에서 그녀의 신분증이 리치와 앰버가 착용했던 고스트페이스 가면과 함께 발견되어 샘을 심문하기 위해 부른다. 경찰서로 가는 도중 고스트페이스가 리치의 번호로 샘에게 전화를 걸고, 타라를 공격하고, 한 식료품점에서 여러 행인을 살해하고, 2011년 우즈보로 살인 사건에서 착용했던 또 다른 고스트페이스 가면을 남긴다.
NYPD 경찰서에서 카펜터 자매는 2011년 살인 사건의 생존자인 FBI 특별 요원 커비 리드와, 자매들에게 이전 우즈보로 살인 사건에 대한 새로운 책을 쓰지 않겠다고 약속했음에도 불구하고 이미 새 책을 쓴 기자 게일 웨더스를 만난다. 게일은 시드니 프레스콧이 가족을 보호하기 위해 숨어 지내고 있다고 알려준다. 스톤 박사는 고스트페이스에게 살해당하고, 고스트페이스는 샘의 파일을 훔치고 할리우드 살인 사건에서 착용했던 가면을 남긴다. 민디는 살인범이 영화 프랜차이즈의 규칙, 특히 프랜차이즈가 계속되는 한 누구든지 죽을 수 있다는 규칙을 따르고 있다고 추론한다. 창문에서 샘의 남자친구 대니는 카펜터 자매의 아파트에서 고스트페이스가 퀸을 찌르는 것을 목격한 후 그룹을 공격하고 아니카를 죽이고, 윈저 칼리지 살인 사건에서 착용했던 가면을 남긴다. 게일은 자신이 조사 중에 발견한 버려진 극장으로 그룹을 데려가는데, 그곳은 고스트페이스 살인범들을 위한 성역처럼 꾸며져 있으며, 이전 학살과 관련된 많은 증거물들이 영화 소품처럼 전시되어 있다.
고스트페이스는 게일의 아파트에 전화하여 듀이 라일리의 죽음에 대해 그녀를 괴롭힌 후 그녀의 남자친구를 죽이고 그녀를 공격한다. 카펜터 자매는 고스트페이스가 게일을 죽이는 것을 막기 위해 제때 도착하고, 게일은 병원으로 이송된다. 그룹은 고스트페이스를 함정에 빠뜨리기 위해 극장에서 커비를 만나기로 동의한다. 민디와 이든은 그룹과 헤어져 다른 기차로 갈아타는 동안 기차에서 고스트페이스에게 칼에 찔린다. 극장에서 샘은 빌리 루미스의 환영을 본다. 그는 오리지널 살인 사건에서 사용했던 나이프를 들고 있었고, 샘은 자신들이 갇혔다는 것을 깨닫는다. 두 명의 고스트페이스가 나타나 채드를 공격한다. 웨인과 커비는 모두 총을 겨누고 도착하며, 웨인이 커비를 쏘면서 자신이 세 번째 고스트페이스이자 주범임을 드러낸다. 그의 공범들은 그의 자녀들로, 이든과 죽음을 위장하여 의심을 피했던 여전히 살아있는 퀸으로 밝혀진다. 그들은 자신들의 동기가 샘이 그들의 오빠이자 웨인의 장남인 리치를 죽인 것에 대한 복수라고 밝힌다. 세 명은 또한 샘을 살해할 의도로 그녀의 삶에 침투하여 샘에 대한 온라인 비방 캠페인을 벌였다. 카펜터 자매는 결국 우위를 점하여 그들과 싸워 이든을 찌르고 샘이 퀸을 죽이며, 웨인은 잠시 의식을 잃게 된다. 샘은 아버지의 고스트페이스 복장을 입고, 전화로 웨인을 조롱한 후 그를 칼로 찔러 죽인다. 이든이 다시 나타나지만, 커비가 TV 세트를 그의 머리에 부딪혀 그를 죽인다.
샘은 타라가 더 독립적으로 살도록 허락하고, 타라는 치료를 받기로 동의한다. 커비와 믹스 쌍둥이가 병원으로 이송되는 동안, 샘은 아버지의 고스트페이스 가면을 잠시 응시한 후 버리고 타라와 대니를 따라 도시로 나간다.